# STIB/MIVB
STIB/MIVB (от фр. Société des Transports Intercommunaux Bruxellois, STIB и нидерл. Maatschappij voor het Intercommunaal Vervoer te Brussel, MIVB) — «общество межкоммунного транспорта Брюсселя» — организация — оператор общественного транспорта Брюсселя. Эксплуатирует метрополитен (четыре линии, 47 км), трамвай (17 маршрутов, 210 км), городскую автобусную сеть (52 маршрута, 440 км), а также один лифт, выполняющий роль общественного транспорта. Некоторые трамвайные и автобусные маршруты выходят за пределы Брюсселя и обслуживают одиннадцать коммун провинции Фламандский Брабант.

## STIB/MIVB в цифрах
В 2006 году услугами STIB/MIVB воспользовались 269 миллионов пассажиров. Примерно половину пассажиропотоков берёт на себя метрополитен, 28,2 % прихожится на трамвай, 24,5 % — на автобус.
Количество пассажиров STIB/MIVB непрерывно растёт с 1999 года, когда организация перевезла 159,1 миллионов пассажиров.

## Метрополитен
Брюссельский метрополитен — единственный в Бельгии. Он действует с 1976 года. Система метро состоит из 4 линий (1, 2, 5 и 6). Среднее расстояние между станциями составляет 650 метров. Почти все станции украшены произведениями современного искусства.
Кроме полноценного метрополитена, в Брюсселе есть подземные трамвайные линии (известные как пре-метро)

## Трамвай
Трамвайная система Брюсселя имеет 18 маршрутов. Система брюссельского трамвая включает участки, имеющие разный характер — от уличных трасс на совмещённом полотне до подземных тоннелей, мало отличающихся от метрополитена.

## Автобус
Общее количество автобусных маршрутов Брюсселя — 47. Кроме обычной, в городе есть ночная автобусная сеть, состоящая из девятнадцати маршрутов.

## Лифт
В Брюсселе есть один лифт, выполняющий роль общественного транспорта. Он соединяет площадь перед Дворцом Правосудия с расположенным на более низком уровне районом Мароллы. Спуск на лифте бесплатный.

## Тарифы, оплата проезда, интеграция с другими перевозчиками[3]
Самый простой, одноразовый, билет действует в течение часа (разрешены пересадки). Существуют также билеты на пять и десять поездок, билет на неограниченное число поездок в течение дня.
Благодаря интеграции разных перевозчиков, эти билеты также можно использовать для поездок в пределах города на поездах бельгийских железных дорог SNCB/NMBS, автобусах фламандского оператора De Lijn и на автобусах валлонского оператора TEC, то есть фактически один билет можно использовать на всех видах общественного транспорта города (за исключением такси).
Существуют также проездные на определённый срок. Стандартный проездной включает только транспорт STIB/MIVB, проездной с возможностью использования на транспорте SNCB/NMBS, De Lijn и TEC незначительно дороже (разница порядка нескольких евро).
Особые тарифы применяются на ночных автобусах и на загородней части автобусных маршрутов 12 и 21, ведущих в аэропорт.
В автобусах, трамваях, на станциях метро и железной дороги установлены валидаторы. Турникеты установлены лишь на небольшой части станций метро в центре города.